# Daniel Muñoz Díaz
Daniel Muñoz Díaz (* 1925; † 18. Dezember 2010), auch bekannt unter dem Spitznamen Carnes (dt. Fleisch), war ein mexikanischer Fußballspieler auf der Position des Stürmers.

## Leben
„Carnes“ Muñoz war einer der erfolgreichsten Stürmer während der „goldenen Epoche“ des Fußballs in Orizaba nach Einführung der mexikanischen Profiliga in den 1940er Jahren. Er spielte zunächst für die A.D.O. und anschließend für deren Stadtrivalen Moctezuma. Mit dem letztgenannten Verein gewann er 1947 zunächst den mexikanischen Pokalwettbewerb und anschließend den Supercup. Mit insgesamt 6 Derbytoren, die er in der Liga erzielte (2 für die A.D.O. und 4 für Moctezuma), war Muñoz zudem der erfolgreichste Torschütze im Clásico Orizabeño.
Seinen ersten Treffer in der mexikanischen Primera División erzielte er beim 2:1-Auswärtssieg der A.D.O. gegen die Tiburones Rojos de Veracruz am 7. Januar 1945. Am 24. November 1945 erzielte er beim 3:3 gegen Atlante seinen ersten „Doppelpack“. Gleich eine Woche später gelang ihm am 2. Dezember 1945 beim 5:1-Sieg gegen den Club América sein zweiter Doppelpack. Beim 3:1-Sieg gegen den Real Club España am 30. Dezember 1945 erzielte er sogar alle drei Tore für seine Mannschaft. 
Ein weiterer „Dreier“ gelang ihm beim 6:4-Sieg Moctezumas gegen den Club San Sebastián am 11. Mai 1947. Obwohl er alle Treffer in einem Zeitraum von nur zehn Minuten (zwischen der 27. und 37. Minute) erzielte, blieb ihm einer lupenreiner Hattrick versagt, weil Juan José Novo von San Sebastián zwischendurch ebenfalls erfolgreich war.
Seit einem 1998 erlittenen Schlaganfall war Muñoz halbseitig gelähmt und konnte nicht mehr sprechen. Nach langer Leidenszeit verstarb er am 18. Dezember 2010 an den Folgen einer Lungenentzündung.